# Hessentag 2009

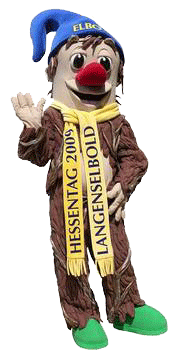
Hessentags-Maskottchen 2009, Elbo

Der Hessentag 2009 war der 49. Hessentag. Das Fest fand vom 5. bis 14. Juni 2009 in der Kleinstadt Langenselbold statt und durchbrach als vierter Veranstaltungsort die Eine-Million-Besucher-Grenze. Ebenfalls zum vierten Mal wurde das Fest der Hessen, welches rund 1.000 Programmpunkte bot, im Main-Kinzig-Kreis gefeiert.
Eröffnet wurde der Hessentag, dessen Slogan Langenselbold hat viel Schwung – das Hessenfest für Alt und Jung! lautete, von Ministerpräsident Roland Koch (CDU) und Bürgermeister Jörg Muth (CDU). Das Hessentagspaar bildeten Julia Tanzer und Matthias Mücke.
Zum Programm gehörten neben dem Festzug u. a. eine Flugshow mit Ballonglühen, der Bachtanz in der Gründau-Aue, einem traditionellen Langenselbolder Ereignis, die Ausstellung Der Natur auf der Spur, ein Nachtpilgerweg von der Hessentagsstadt 1996 Gelnhausen nach Langenselbold, eine Fronleichnamsprozession mit dem Fuldaer Weihbischof Karlheinz Diez und das U-15-Länderspiel zwischen Deutschland und Polen. Zudem luden die evangelische Kirche sowie Deutschlands ältestes buddhistisches Kloster, welches in der Stadt an der Gründau liegt, zu weiteren Veranstaltungen ein.
Zu den aufgetretenen Künstlern zählten u. a. Peter Maffay, die Toten Hosen, Reamonn, Badesalz, Kaya Yanar, die Klostertaler, Milow, MIA., Culcha Candela und Itchy Poopzkid.
Das Defizit der Veranstaltung, das die Stadt tragen musste, belief sich auf 3,6 Millionen Euro.